# 三叉戟行动 (1971年)
三叉戟行动（英語：Operation Trident）是印度海軍在1971年印巴战争期间对巴基斯坦港口城市卡拉奇发动的进攻行动。是次行动于12月4日至5日夜间进行，使巴基斯坦的船只和设施造成了严重损失。在印度没有损失的情况下，巴基斯坦损失了一艘扫雷艇、一艘驱逐舰、一艘装载弹药的貨船和一个燃料储存罐。另一艘驱逐舰也严重受损，最终报废。是次行动也是该地区首次在战争中使用反舰导弹。为了纪念这一行动，印度将海军节定于每年的12月4日。

## 背景
1971年，卡拉奇港是巴基斯坦海军的总部所在地，几乎整个舰队都驻扎在卡拉奇港。卡拉奇同時也是巴基斯坦海上贸易的中心，若遭到封鎖將會為巴基斯坦经济帶來巨大的打擊。因此，巴基斯坦司令部在卡拉奇的領海部署了嚴密的防衛，领空則由驻扎在该地区机场的攻击机保卫。
1971年年底，印度和巴基斯坦之间的紧张局势不断升级。11月23日，巴基斯坦宣布进入国家紧急状态，印度海军隨即在卡拉奇附近的奥卡部署了三艘闪电级导弹快艇进行巡逻。由于巴基斯坦舰队也将在同一水域作业，印度海军划定了一条界线，规定其舰队内的船只不得越过这条线。後來的事实证明，印度在奧卡的部署幫助其海軍熟悉該區水域。12月3日，巴基斯坦襲擊印度边境的机场，1971年印巴战争正式打响。

## 行动

### 前奏
位于德里的印度海军司令部和西方海军司令部计划袭击卡拉奇港。为执行这一任务，西方海军司令部成立了一个攻击小组。这个攻击小组的基地是在已经部署在奥卡海岸的三艘维迪乌特级导弹快艇周围。然而，这些船只的行动和雷达范围有限，为了克服这一困难，司令部决定向该小组派遣支援船只。
12月4日，三艘维迪乌特级导弹船组成了攻击小组，它们是：尼帕特号、尼加特号和维尔号。这三艘船各装备四枚苏联制造的SS-N-2B冥河级反舰导弹，射程为40海里（74；46英里）；两艘阿纳拉级反潜护卫舰基尔坦（Kiltan）号和卡特沙尔（Katchall）号，以及一艘補給艦波煞号。该小组由第二十五导弹快艇中队指挥官巴布鲁·布汉·亚达夫指挥。

### 攻击
按照计划，12月4日，攻击小组到达250海里（460；290英里）的卡拉奇海岸南部，白天停留在原地，不在巴基斯坦空軍的监视范围内。由于巴基斯坦飞机不具备夜间轰炸能力，袭击计划在黄昏至黎明之间进行。在巴基斯坦标准时间晚上10时30分，攻击小组从原位置移动了180海里（330；210英里）。很快，巴基斯坦的军舰目标被发现在印度军舰的西北和东北70海里（130；81英里）方向。
尼加特号向西北方向驶去，并向巴基斯坦的驱逐舰海白尔号发射了第一枚冥河导弹。海白尔号则使用其防空系统回避。导弹击中了船的右侧，在晚上10点45分爆炸，导致船只的锅炉房爆炸。随后，这艘船失去了动力，被浓烟淹没，發送“敌机攻击020号位置FF 20。1号锅炉爆炸。船停了”的紧急信号至巴基斯坦海军总部。由于爆炸造成的混乱，信号内的位置坐标出了错误，导致救援队伍无法到达事发地点。看到这艘船仍然漂浮在水面上，尼加特号发射了第二枚导弹，击中了海白尔号的第二锅炉房，最终击沉了这艘船，造成船上222名船员遇难。

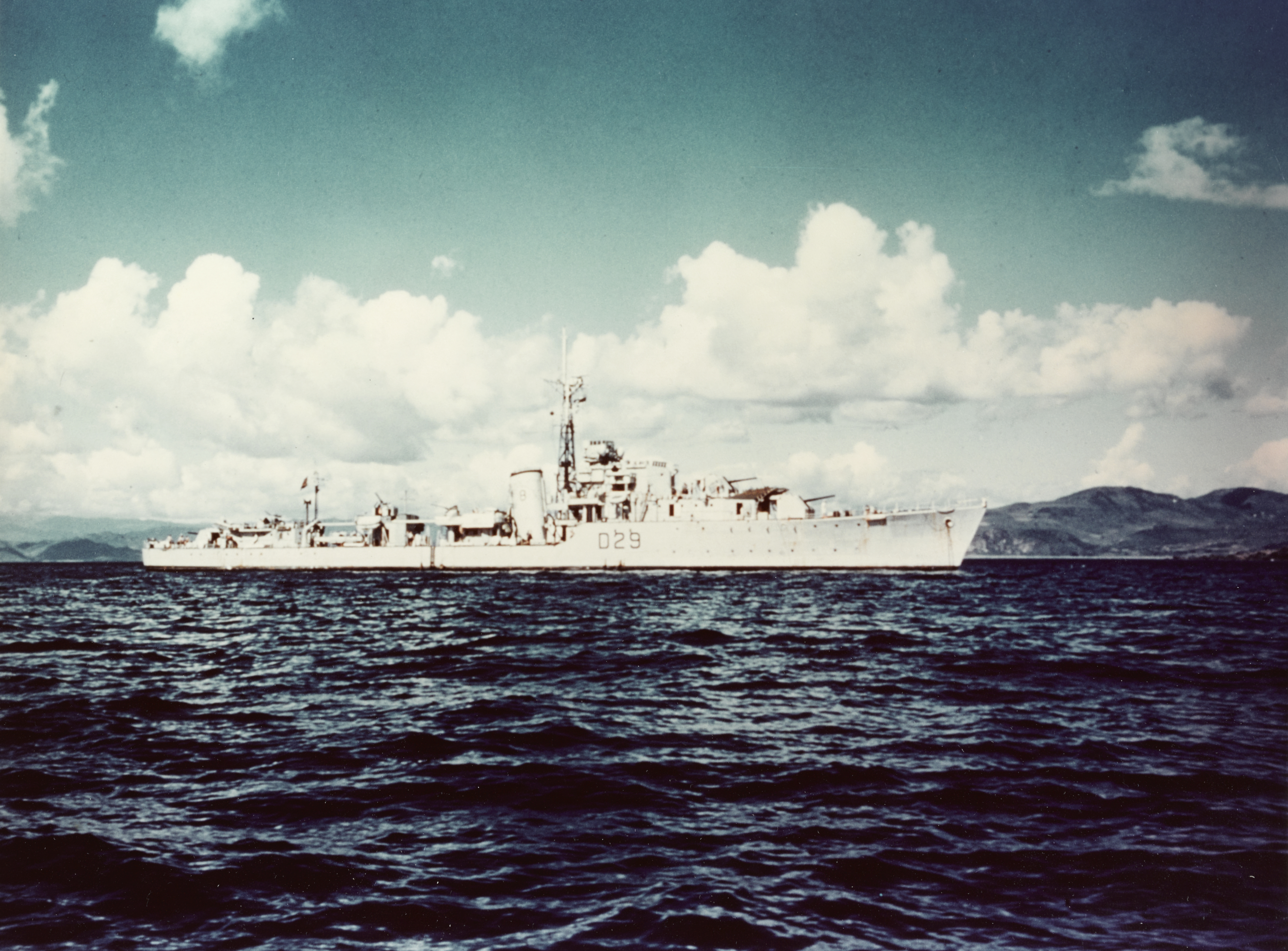
被移交给巴基斯坦海军前的沙贾汗号在朝鲜附近海岸执行“渔网行动”（Operation Fishnet）时的照片，摄于1952年9月16日

晚上11时，在对卡拉奇西北地区的两个目标进行核查后，尼帕特号分别向維納斯挑战者号货船及为其护航的沙贾汗号驱逐舰发射了一枚冥河导弹。維納斯挑战者号货船为巴基斯坦军队运送弹药，被导弹击中后立即爆炸，最终沉没在卡拉奇以南23海里（43；26英里）的地区。另一枚导弹严重损坏了沙贾汗号，后者最后被拖回卡拉奇并报废。晚上11时20分，维尔号向扫雷艇穆哈菲兹号发射一枚导弹，后者被击中，并在向巴基斯坦海军总部发送信号之前沉没，造成船上的33名船员遇难。巴基斯坦人只从船上上为数不多的幸存者那里，得知了穆哈菲兹号的命运。
与此同时，尼帕特号继续向卡拉奇前进，瞄准了卡迈里储油罐，对其发射了两枚导弹。其中一枚发射失败，但另一枚击中了油箱，油箱燃烧并被完全摧毁，导致巴基斯坦方面燃料短缺。之后，攻击小组返回到最近的印度港口。
不久，巴基斯坦海军总部派出救援队在巡逻艇上搜寻海巴尔的幸存者。

## 后续
巴基斯坦空軍对这些袭击进行了报复，轰炸了奥卡港，直接命中了导弹船的加油设施、弹药库和导弹船的防波堤。印度海军预料到了这次袭击，并已将导弹船转移到其他地点，以防止任何损失。三天后，“蟒蛇行动”发生。
这次行动使得巴基斯坦所有武装部队都处于高度戒备状态，并在接下来的几天里引发了一系列关于印度海军舰艇在卡拉奇附近存在的虚假警报。例如在1971年12月6日，一架巴基斯坦海军的福克友谊式侦察机发出了一次这样的错误警报，它错误地将巴基斯坦海军的一艘护卫舰报告为印度海军的导弹船。巴基斯坦海军总部要求巴基斯坦空军对这只船只发动空袭。巴基斯坦標準時間上午6时45分，战斗机紧急起飞并扫射了这艘船，然后它被确认为佐勒菲卡尔号护卫舰。这次友军交火事件造成了船舶的损坏和人员的伤亡。

### 蟒蛇行动
1971年12月4日夜袭卡拉奇尝到甜头后，印度海军故技重施，12月8日在印度空军的协助下，2艘英制12型护卫舰以及1艘205蚊子級飛彈快艇组成第二波攻击编队，再次襲擊卡拉奇港。巴基斯坦的34座油库中有12座被摧毁。印度海军的导弹艇甚至能够通过望远镜观察到巴基斯坦油库中弹后燃起的熊熊大火。

### “汉果尔”号潜艇
巴基斯坦“汉果尔”号的潜艇艇长艾哈迈德·塔斯尼姆接受了向印度海军复仇的任务。“汉果尔”号潜艇孤军潜入了印度军港，侦察了整整7天，印度海军才察觉到“汉果尔”号。
印度海军派出“库卡里”和“基尔潘”两艘反潜护卫舰前往疑似水域搜索目标，并派出大量的反潜直升机配合。然而，印度的2艘护卫舰是从外国买来的老式军舰，内部设备落后，“汉果尔”号潜艇的下潜深度达到了55米以下，印度军舰無法监测。
在2艘护卫舰经过的时候，“汉果尔”号发射了一枚鱼雷，由于艇员没有实战经验，鱼雷没有击中目標。印度护卫舰监测到有鱼雷从船体下经过，惊慌失措，胡乱向附近水域发射深水炸弹，将自己的位置暴露无遗，“汉果尔”号潜艇找到一个合适的位置再次发射出鱼雷，打中“库卡里”号的弹药库位置，“库卡里”号慢慢沉入海中。“库卡里”号的舰长拒绝逃生，和“库卡里”一起葬身海底，192名士兵也随之丧生。
“基尔潘”号见“库卡里”号沉海，竟然选择逃窜，“汉果尔”号发射一枚鱼雷击中船体，“基尔潘”号被击伤，大量海水灌入船中，但依然不选择反击，並以最高速度逃跑，躲避鱼雷。印度的反潜直升机胡乱向附近水域丢炸弹，“汉果尔”号潜艇因此不敢上浮，最终在飞机的护送下，“基尔潘”护卫舰身负重伤缓慢驶回印度基地。
印度海军事後派出大量军舰和飞机搜捕“汉果尔”号潜艇，發射了156枚深水炸弹，也没有将“汉果尔”号潜艇消灭。“汉果尔”号潜艇反而突破印度海军的重重拦截，成功驶回巴基斯坦的军事基地。
“汉果尔”号潜艇全体将士获得了巴基斯坦的最高荣誉“勇敢勋章”。“汉果尔”号潜艇的作战案例成为现代潜艇作战史上的典型案例，“汉果尔”号潜艇至今仍被珍藏在卡拉奇海军博物馆里。

## 影響
連續兩次夜袭卡拉奇港，印度海军以16枚“冥河”反舰导弹，毁伤了巴基斯坦海军4艘舰艇、3艘外国商船，卡拉奇港内的34座油库被摧毁12座，逼迫了巴基斯坦关闭卡拉奇港，有效支持了印度海军在东巴基斯坦的海上封锁，意义重大，促使了孟加拉独立。自此巴基斯坦元气大伤，並从两面夹击的战略优势变成防御守势。
連同“蟒蛇行动”在內，兩次行动印度方面都没有人员伤亡，且被印度方面认为这次行动被认为是二战后现代海军历史上最成功的行动之一。为了纪念这一胜利，印度海军的海军节定于每年12月4日。另外，一些印度海军人员在这次行动中被授予英勇勋章。。
連續兩次夜袭卡拉奇港也给巴基斯坦海军带来极大触动，并因此大力发展自身导弹艇部队，包括从中国引进的021型、024型导弹艇，以及后来的更先进的贾拉拉特级和阿兹玛特级导弹艇。
卡拉奇港之战后巴基斯坦邀请中国军事专家团赴巴实地勘察，为巴基斯坦军队分析印度海军的技术和战术。此时中国大量装备仿制自冥河导弹的上游一号反舰导弹，分析出：印军首先参照地图选择目标，目标的类型必须是金属结构，诸如油罐、码头龙门吊、桥梁、还有钢筋水泥建筑。然后尽可能地接近岸上目标，将目标纳入十几公里射程，使用舰载雷达或光学测距机对岸精确测距，还要注意选择目标周遍没有强雷达反射物体，以免导弹最后掉头误击。导弹艇的指挥仪向导弹装订目标射击诸元时，尽量缩短导弹的雷达开机时间，以便让导弹尽可能接近目标时才打开末制导雷达，能够第一时间以较窄波束捕捉到目标，这样就可以攻击岸上的油库等大型目标了。
印军使用冥河导弹的对陆攻击，引起了中国对于巡航导弹的兴趣，中国从1975年开始探索对陆地目标攻击的飞航式导弹技术。1976年初正式展开战术型巡航导弹的技术研究，对小型涡扇发动机、地形和景象匹配，气动外形、航路规划技术和惯性导航技术展开了预研和初步探索，成为现在中国军队大量装备的東海-10系列远程巡航导弹的早期技术基础。